# Omar Mateen
Omar Mateen (New Hyde Park, 16 novembre 1986 – Orlando, 12 giugno 2016) è stato un terrorista e criminale statunitense, responsabile della strage di Orlando, in cui persero la vita 49 persone.

## Biografia
Nacque come Omar Mir Seddique il 16 novembre 1986 al Long Island Jewish Medical Center a New Hyde Park, New York, da genitori afghani. Suo padre, Mir Seddique Mateen, nacque il 2 ottobre 1956, alias Seddique Mohammad, è di Herat, emigrato dall'Afghanistan negli anni '80, diventato cittadino statunitense naturalizzato nel 1989. Sua madre, Shahla Mateen, è nata il 1º dicembre 1959. Dopo aver vissuto a New York per alcuni anni, nel 1991 Omar si trasferì con la sua famiglia a Port St. Lucie, in Florida. Entrambi i suoi genitori, e i loro quattro figli, tra cui Omar, si stabilirono per la prima volta a New York. Omar aveva due sorelle, Mariam, "Mary" Seddique e Sabrina Seddique. La sua famiglia era descritta come musulmana moderata e considerata "tutta americana". Nella notte del 7 dicembre 2002, Shahla Mateen fu presa in custodia dalla polizia in quanto aveva aggredito il marito mentre si lavava i denti. Tra il gennaio 2005 e il giugno 2016 Seddique Mateen divenne informatore segreto dell'FBI e possedeva anche una società no-profit chiamata, "The Durand Jirga, Inc." con sede a Port St. Lucie, in Florida, e fondata nel 2010.

## Presunti collegamenti con terroristi
L'FBI indagò su Omar Mateen nel maggio 2013 dopo aver formulato osservazioni di azione violenta mentre lavorava come guardia di sicurezza. Mateen aveva riferito ai suoi colleghi di lavoro che la sua famiglia era legata ad al-Qaeda e che lui personalmente si era unito agli Hezbollah, entrambi organizzazioni politiche e terroristiche rivali dello Stato Islamico dell'Iraq. Mateen giurò poi fedeltà all'ISIS durante il suo attentato terroristico del 2016. Il direttore dell'FBI James Comey fece notare delle palesi contraddizioni nelle dichiarazioni di Mateen. L'FBI interrogò Mateen due volte dopo aver aperto un'inchiesta; durante questi interrogatori ammise di aver rilasciato dichiarazioni un po' sopra le righe, ma "ha spiegato di averle dette con rabbia in quanto i suoi colleghi lo avevano preso in giro". Dopo dieci mesi, l'inchiesta venne chiusa. Mateen fu inserito in una lista di potenziali terroristi mentre era in corso l'indagine, ma in seguito fu rimosso. Omar tornò all'attenzione dell'FBI nel luglio 2014, quando era legato a Moner Mohammad Abu Salha, un americano che si era recato in Siria e aveva commesso, alla fine del maggio 2014, un attentato suicida. I due si erano conosciuti in quanto "frequentavano la stessa moschea". L'indagine continuò, ma si concentrò su Abu Salha piuttosto che su Mateen.
Il rappresentante degli Stati Uniti Adam Schiff, membro democratico di rango del Comitato per l'Intelligence della Camera, affermò che, secondo il Dipartimento per la sicurezza nazionale, Mateen aveva promesso fedeltà all'ISIS, sebbene gli analisti notarono che "a questo punto, è sbagliato affermare che Omar Mateen fosse affiliato ad Al Qaeda o all' ISIS". Mateen si era anche impegnato a sostenere un attentatore suicida che sosteneva di rappresentare il Fronte al-Nusra, un ramo siriano di al-Qaeda e avversario dell'ISIS. Dopo l'attacco di Mateen, l'FBI affermò che il suo computer era stato usato per guardare video estremisti, tra cui decapitazioni, e "per cercare informazioni sullo Stato Islamico". Sua moglie sapeva che guardava i video Jihādisti", ma non diede molto peso alla cosa in quanto pensava che fosse stato autorizzato a farlo dall'FBI.

## Morte
Verso le 2:00 del 12 giugno 2016, Mateen entrò nel night club Pulse di Orlando, in Florida, e iniziò a sparare. Alle 2:22, fece una chiamata al 9-1-1 in cui giurò fedeltà all'ISIS. Fece riferimento a Tamerlan e Dzhokhar Tsarnaev, i terroristi della Maratona di Boston; e menzionò Moner Mohammad Abu Salha, un suo conoscente morto nel 2014 in un attentato suicida in Siria per il Fronte di Al-Nusra. Secondo i funzionari dell'FBI, Mateen fece altre due chiamate per 9-1-1 durante l'attacco. Chiamò anche News 13 di Orlando e si identificò come l'assassino della discoteca; Il Washington Post riferì che "aveva effettuato l'attacco al Pulse per lo Stato islamico".
Mateen prese degli ostaggi dopo l'arrivo della polizia, successivamente ingaggiando uno scontro a fuoco con essa. Alle 5:00 circa, la polizia sparò e uccise Mateen, ponendo fine all'attentato. Un totale di 49 persone morirono insieme a Mateen e altre 53 rimasero ferite. Si dice che Mateen abbia sparato almeno 110 colpi durante l'intero evento. L'attacco è stato l'episodio di violenza contro persone LGBT più mortale nella storia degli Stati Uniti e la sparatoria di massa più mortale per un singolo sicario negli Stati Uniti fino alla Strage di Las Vegas del 2017.
Mateen fu infine sepolto nel cimitero musulmano della Florida del sud, nei giardini di Hialeah. Un'autopsia scoprì che la polizia gli sparò otto volte in testa, petto, addome, polpaccio, piedi e dita del piede. I proiettili, sparati da una breve distanza, passavano da una parte all'altra, suggerendo che gli avevano sparato mentre affrontava gli agenti. Sono state rinvenute numerose lacerazioni e "ferite da forza contundente", come lividi e graffi sul busto, sebbene l'origine di queste ferite non sia chiara. Nessun alcol o droga illegale è stata rilevata nel suo corpo. Indossava due paia di calzini.